# Ford Mainline
Ford Mainline – samochód osobowy klasy pełnowymiarowej produkowany pod amerykańską marką Ford w latach 1952–1956.
Był podstawowym – najtańszym modelem samochodu w gamie produkcyjnej amerykańskiego Forda w tym okresie. Produkowany w wersjach nadwoziowych: 2- i 4-drzwiowego sedana, coupé i kombi, z czego najliczniejszy był 2-drzwiowy sedan (tudor). Nazwę tę nosił także pokrewny konstrukcyjnie pick-up produkowany w latach 1952–1959 przez australijskie zakłady Forda.

## Pierwsza generacja

### Model 1952
Nazwa modelu Ford Mainline została wprowadzona w nowej gamie Forda w styczniu 1952 roku dla podstawowego najtańszego modelu osobowego, zastępującego bazowy model Ford DeLuxe. Od bliźniaczych droższych modeli Forda: Customline i Crestline, opartych na tym samym nadwoziu i konstrukcji, Mainline różnił się głównie brakiem ozdobnych listew bocznych, uboższym wyposażeniem i wykończeniem wnętrza, oraz częściowo innymi wersjami nadwoziowymi (w odróżnieniu od nich, Mainline posiadał m.in. kierownicę z przyciskiem klaksonu pośrodku zamiast na obręczy, osłonę przeciwsłoneczną tylko dla kierowcy, popielniczkę tylko z przodu i nie miał zegara).
Modele Forda z 1952 roku stanowiły dalszą ewolucję pontonowego nadwozia, w stylu mody aerokosmicznej. Wyróżniały się panoramicznymi giętymi szybami z przodu i tyłu, polepszającymi widoczność. Chromowana atrapa chłodnicy miała szeroką poziomą  belkę, z centralnym ozdobnym stożkiem, imitującym wlot powietrza w samolocie odrzutowym, oraz dwoma podobnymi stożkami po bokach, kryjącymi światła postojowe (kierunkowskazy). Belka ta miała ponadto podłużne szczeliny na środku, po bokach centralnego stożka. Na masce umieszczono chromowaną ozdobę w formie stylizowanego samolotu ze skośnymi skrzydłami. Ford Mainline nie miał listew po bokach nadwozia, jedynie na błotnikach za przednimi kołami był metalowy stylizowany napis Mainline (lub Ranch Wagon) i ewentualnie znaczek V8 oznaczający wersję silnika. Na skośnej przedniej krawędzi wystających imitacji tylnych błotników znajdowały się cztery wytłoczenia, imitujące wloty powietrza – model Mainline miał dolne z nich przykryte gumową osłoną, podczas gdy bogatsze wersje miały je chromowane. Wyposażenie dodatkowe obejmowało m.in. radio (za 88 lub 100 dolarów) i spryskiwacze szyby.

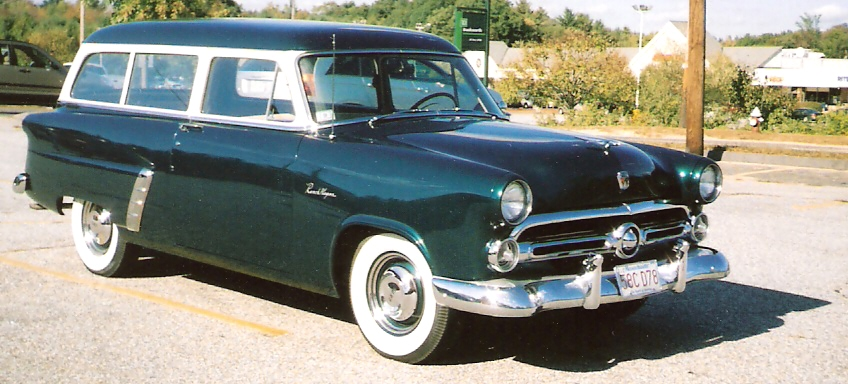
1952 Ford Mainline Ranch Wagon

Gamę nadwozi modelu Mainline stanowiły: dwudrzwiowy sześciomiejscowy sedan (ang. Tudor sedan, kod 70A), czterodrzwiowy sześciomiejscowy sedan (Fordor sedan, 73A), dwudrzwiowe trzymiejscowe „biznesowe coupé” (Business Coupe, 72C), z dodatkowym miejscem na bagaże za przednimi siedzeniami, i trzydrzwiowe sześciomiejscowe kombi Ranch Wagon (59A). Nadwozia były oparte na ramie nośnej; zawieszenie przednie było niezależne na wahaczach poprzecznych i sprężynach śrubowych, zawieszenie tylne zależne, ze sztywną osią napędową na resorach półeliptycznych. Opony miały w sedanach i coupe z 1952 roku rozmiar 6×16, jak w Fordzie DeLuxe, jednakże od 1953 roku wprowadzono opony 6,70×15, zunifikowane z modelem Customline. Kombi Ranch Wagon miał natomiast opony 7,10×15. Rozstaw osi wynosił 115 cali (292 cm).
Wszystkie odmiany były dostępne z dwoma silnikami:
- 6-cylindrowy R6 OHV Mileage Maker – poj. 215,3 cali sześciennych (3528 cm³), stopień sprężania 7,0, moc 101 KM przy 3500 obr./min[3]
- 8-cylindrowy V8 L-head Strato-Star – poj. 239,4 cali sześciennych (3923 cm³), stopień sprężania 7,2, moc 110 KM przy 3800 obr./min[3].

W standardzie był silnik 6-cylindrowy i 3-biegowa mechaniczna skrzynia biegów, silnik 8-cylindrowy kosztował 75 dolarów więcej. Opcją była skrzynia z nadbiegiem lub automatyczna FordoMatic (184 dolary).
W 1952 roku modelowym wyprodukowano na rynek amerykański 163 911 samochodów Mainline; ich sprzedaż stanowiła 24,4% sprzedaży Forda. Ceny bazowe (bez dodatkowego wyposażenia) wynosiły od 1526 dolarów (Business Coupe) do 2004 dolarów (Ranch Wagon). Najpopularniejsza była wersja Tudor (79 931 sztuk, 1629 dolarów).
Oprócz 15 fabryk w USA, Ford Mainline był produkowany także przez kanadyjską spółkę Forda. Na rynku kanadyjskim był oferowany w wariantach dwu- i czterodrzwiowego sedana oraz kombi Ranch Wagon, tylko z silnikiem V8. Ponadto, na rynek kanadyjski modele Forda były produkowane także pod marką Meteor, do sprzedaży w sieci dealerskiej Mercurego, odróżniające się z zewnątrz detalami oraz stylistyką przedniego pasa. W latach 1952–1953 produkowany był m.in. model Meteor Mainline, odpowiadający Fordowi Mainline, w 1954 roku nazwany po prostu Meteor.

### Model 1953
Modele Forda na 1953 rok (jubileuszowy 50. rok istnienia marki) zaprezentowano 12 grudnia poprzedniego roku. Zmiany były kosmetyczne i dotyczyły atrapy chłodnicy, ozdób i wystroju wnętrza. Chromowana atrapa chłodnicy otrzymała inną szeroką poziomą belkę z centralną ozdobą, która nie imitowała już wlotu powietrza, lecz kołpak śmigła, a belka była karbowana po jej obu stronach, przypominając śmigło. Brak było bocznych stożków, a prostokątne kierunkowskazy umieszczono osobno, pod centralną belką. Zmieniła się ozdoba w formie samolotu na masce, otrzymując krótsze „skrzydła”, zakończone stylizowanymi opływowymi zbiornikami. Niewielkiej zmianie uległy okrągłe światła z tyłu, a na klapie bagażnika pojawił się ozdobny uchwyt do otwierania. Ozdobna osłona w dolnej części imitacji chwytów powietrza na tylnych błotnikach wykonana była obecnie w modelu Mainline z jasnego metalu. W dalszym ciągu na bokach nadwozia za przednimi kołami był metalowy napis Mainline (lub Ranch Wagon) i ewentualnie znaczek V8 oraz brak było listew ozdobnych.
W 1953 roku modelowym wyprodukowano na rynek amerykański 305 714 samochodów Mainline; ich sprzedaż stanowiła 24,51% sprzedaży Forda. Ceny wynosiły analogicznie od 1537 do 2019 dolarów. Ponownie najwięcej  wyprodukowano wersji Tudor (152 995), z bazową ceną 1642 dolary.

### Model 1954
Dalsze zmiany wprowadzono w modelach Forda zaprezentowanych w styczniu 1954 roku. Ponownie zmieniono ozdoby i atrapę chłodnicy, powracając do wariacji na temat trzech imitacji stożków wlotowych, lecz z inną, rozszczepioną centralną poziomą belką. Kierunkowskazy umieszczono ponownie w imitacjach stożków pod reflektorami, lecz mniejszych, niż dwa lata temu, a atrapa chłodnicy została poszerzona na całą szerokość pasa przedniego. Z błotników tylnych usunięto imitacje wlotów powietrza, a tylne lampy nieco powiększono. We wnętrzu wprowadzono nową deskę rozdzielczą, z prędkościomierzem Astra-Dial wystającym ponad deskę, z półkolistą przezroczystą skalą. Zmieniła się forma ozdobnej osłony z metalu w dolnej części wyobleń tylnych błotników, która była obecnie gładka i krótsza, a wyoblenia nie miały już imitacji wlotów powietrza. Napisy po bokach nadwozia pozostały takie same. Ponownie zmieniła się ozdoba w formie stylizowanego samolotu na masce, otrzymując trójkątny statecznik pionowy.
Większe zmiany dotyczyły części mechanicznej – przede wszystkim wprowadzono ulepszone przednie zawieszenie na przegubach kulowych, które polepszyło prowadzenie się pojazdu. Spowodowało to zwiększenie rozstawu osi o pół cala, do 115,5" (293 cm). W wyposażeniu opcjonalnym pojawiło się m.in. wspomaganie kierownicy i hamulców. Wprowadzono również nowy górnozaworowy silnik V8 (za dopłatą 76 dolarów) i ulepszony podstawowy silnik 6-cylindrowy, o zwiększonej pojemności i mocy:
- 6-cylindrowy R6 OHV Mileage Maker – poj. 223 cali sześciennych (3,65 l), stopień sprężania 7,2, moc 115 KM
- 8-cylindrowy V8 OHV – poj. 239 cali sześciennych (3,9 l), stopień sprężania 7,2, moc 130 KM.

W 1954 roku modelowym wyprodukowano na rynek amerykański 233 680 samochodów Mainline; ich sprzedaż stanowiła 20,04% sprzedaży Forda. Ponad połowa była w odmianie Tudor (123 329) z bazową ceną 1651 dolarów, a zakres cen wynosił od 1548 do 2029 dolarów za Ranch Wagon.
Ford Mainline z 1954 roku został zakupiony do testów przez przemysł ZSRR i na jego automatycznej skrzyni biegów była następnie wzorowana skrzynia radzieckiej Wołgi M-21 pierwszego modelu, której stylistyka była też zapewne częściowo inspirowana Fordem.

## Druga generacja

### Model 1955
Zupełnie nowa generacja Mainline została wprowadzona na rynek w listopadzie 1954 roku. Ich stylistykę wzorowano na nowo wprowadzonym modelu sportowym Ford Thunderbird. Znacznie powiększona panoramiczna szyba przednia była mocno wygięta na boki. Boczne panele nadwozia były proste, bez podkreślonych błotników tylnych, a z tyłu przechodziły w niewielkie płetwy. Atrapa chłodnicy była wykonana w formie chromowanej wygiętej kratownicy na całą szerokość przodu (określanej w stylu egg-crate – „kratki na jajka”, z prostokątnymi otworami tworzącymi 6 poziomych rzędów i 36 kolumn). Po bokach atrapy były duże okrągłe stożkowate światła postojowe, pod ostro zarysowanymi pojedynczymi reflektorami. Wprowadzono nową deską rozdzielczą, zachowując jednak wystający ponad nią prędkościomierz Astra-Dial z przezroczystą skalą. Od bogatszych modeli (Customline i Fairlane) Ford Mainline odróżniał się brakiem ozdób po bokach. Podwozie było także nowo opracowane, lecz jego zasadnicza ramowa konstrukcja i rozstaw osi 115,5 cala (293 cm) pozostały takie same. Również rozmiar opon 6,70×15 pozostał ten sam (7,10×15 w wersjach kombi).
Gamę nadwozi stanowiły: dwudrzwiowy trzymiejscowy sedan (Tudor Business Sedan, kod 70D), dwudrzwiowy sześciomiejscowy sedan (Tudor sedan, 70A) i czterodrzwiowy sześciomiejscowy sedan (Fordor sedan, 73A), natomiast trzydrzwiowe sześciomiejscowe kombi (Ranch Wagon, 59A) zostało formalnie wyodrębnione jako osobny model w nowej gamie Ford Station Wagon. Trzymiejscowy Business Sedan zajął miejsce dawnego Business Coupe, służąc do tych samych celów.
Oprócz standardowego wzmocnionego o 5 KM silnika 6-cylindrowego z poprzedniego roku, wprowadzono jako opcję nowy powiększony silnik V8:
- 6-cylindrowy R6 OHV Mileage Maker – poj. 223 cali sześciennych (3,65 l), stopień sprężania 7,5, moc 120 KM
- 8-cylindrowy V8 OHV  Trigger Torque – poj. 272 cali sześciennych (4,45 l), stopień sprężania 7,6, moc 162 KM.

W 1955 roku modelowym wyprodukowano 127 301 samochodów Mainline oraz 40 493 kombi Ranch Wagon, co stanowiło łącznie tylko 11,56% sprzedaży Forda. Najpopularniejszej wersji Tudor powstało 76 698 (bazowa cena 1707 dolarów). Ceny wynosiły od 1606 do 1753 dolarów za Fordor Sedan i 2043 dolarów za kombi.
Na rynek kanadyjski Ford Mainline z 1955 roku był nadal produkowany także pod marką Meteor (bez nazwy modelu), różniąc się zewnętrznie atrapą chłodnicy i nazwą modelu Meteor V8 nad przednimi kołami. Oferowany był w wariantach dwu- i czterodrzwiowego sedana oraz dwudrzwiowego Business Coupe, tylko z silnikiem V8. Dostępne były także z automatyczną skrzynią biegów Mercurego Merc-O-Matic i silnikiem z gaźnikiem czterogardzielowym i stopniem sprężania zwiększonym do 8,5:1.

### Model 1956
Na rok 1956 modele Forda, zaprezentowane we wrześniu 1955, zostały nieco przestylizowane. Duże okrągłe światła postojowe zostały zastąpione przez podłużne, nad przednim zderzakiem, w masywnych chromowanych obudowach. Poszerzono prostokątne otwory w kracie atrapy, która obecnie miała 6 poziomych rzędów i 12 kolumn. Zmieniono formę ozdoby na masce, częściowo ukrytej w fałszywym wlocie powietrza. Na desce przyrządów zrezygnowano z przezroczystego prędkościomierza na rzecz bardziej konwencjonalnego. Po raz pierwszy model Mainline otrzymał częściowe boczne ozdoby w postaci dwóch równoległych listew w tylnej części, pomiędzy którymi nadwozie mogło być lakierowane na inny kolor.
Spośród zmian wewnętrznych, zastosowano 12-voltową instalację elektryczną zamiast 6-voltowej i ponownie zwiększono moc silników przez zwiększenie stopnia sprężania:
- 6-cylindrowy R6 OHV Mileage Maker – poj. 223 cali sześciennych (3,65 l), stopień sprężania 8,0, moc 137 KM
- 8-cylindrowy V8 OHV  Trigger Torque – poj. 272 cali sześciennych (4,45 l), stopień sprężania 8,0, moc 173 KM
- 8-cylindrowy V8 OHV  Trigger Torque – poj. 272 cali sześciennych (4,45 l), stopień sprężania 8,4, moc 176 KM.

W 1956 roku modelowym wyprodukowano na rynek amerykański 164 442 samochodów Mainline i 48 348 kombi Ranch Wagon, co stanowiło 15,11% sprzedaży Forda. Najpopularniejszej wersji Tudor powstało 106 974 samochodów (bazowa cena 1850 dolarów).
Był to ostatni rok produkcji Forda Mainline – w nowej gamie Forda na kolejny rok, zaprezentowanej w październiku 1956, został zastąpiony przez model Ford Custom.

## Ford Mainline Utility (Australia)
W Australii nazwę Mainline otrzymał wytwarzany tam od 1952 roku sportowy pick-up (określany jako coupé utility), będący wersją Forda Customline. Mainline wykorzystywał wzmocnioną ramę Forda. Był sprzedawany równolegle do produkowanych w Australii sedanów Customline, z którymi dzielił stylistykę, zmienianą corocznie w sposób odpowiadający do 1956 roku modelom amerykańskim. Napęd stanowił aż do 1954 roku silnik dolnozaworowy V8.
W 1955 roku wprowadzono drugą generację australijskich Fordów Mainline i Customline, produkowaną dłużej, niż amerykańskie odpowiedniki – do 1959 roku. Napęd stanowił nowy górnozaworowy amerykański silnik OHV V8 (Y-block). Model z 1957 roku ze zmian otrzymał jedynie duży znaczek V8 na atrapie chłodnicy oraz ozdoby boczne w stylu amerykańskiego Forda Fairlane z 1956 roku. W modelu z 1958 roku wprowadzono atrapę chłodnicy zaadaptowaną z kanadyjskich Fordów z 1955 roku, wytwarzanych tam pod marką Meteor Rideau, oraz ozdoby boczne z Meteora z 1956 roku. Atrapa miała czteroramienną gwiazdę w literze V pośrodku i ponownie duże okrągłe światła postojowe modelu z 1955 roku. Na 1960 rok pick-upa Mainline zastąpiła analogiczna odmiana australijskiego Forda Falcona XK.